# Хигаси-Нихомбаси (станция)
Станция Хигаси-Нихомбаси (яп. 東日本橋駅 хигаси нихонбаси эки) — железнодорожная станция на линии Асакуса, расположенная в специальном районе Тюо в Токио. Станция обозначена номером A-15. Была открыта 31 мая 1962 года. На станции установлены автоматические платформенные ворота.

## Планировка станции
Две платформы бокового типа и два пути.
| 1 | ○ Линия Асакуса | Нихомбаси, Сэнгакудзи, Ниси-Магомэ, Аэропорт Ханэда, Мисакигути |
| 2 | ■ Линия Асакуса | Осиагэ, Аэропорт Нарита, Инба-Нихон-Идай, Сибаяма-Тиёда         |

## Близлежащие станции
| «              |  | Линия         |  | »                  |
| -------------- |  | ------------- |  | ------------------ |
| Нингётё (A-14) |  | Линия Асакуса |  | Асакусабаси (A-16) |